# Ukraina w organizacjach międzynarodowych
Lista organizacji międzynarodowych, których członkiem lub obserwatorem jest Ukraina.
| Nazwa organizacji                                                | Nazwa organizacji                                                | Data wstąpienia      | Status     | Źródła |
| ---------------------------------------------------------------- | ---------------------------------------------------------------- | -------------------- | ---------- | ------ |
| Organizacja Narodów Zjednoczonych                                | Organizacja Narodów Zjednoczonych                                | 24 października 1945 | [ 1 ]      |        |
| Europejska Komisja Gospodarcza Organizacji Narodów Zjednoczonych | Europejska Komisja Gospodarcza Organizacji Narodów Zjednoczonych | 28 marca 1947        |            |        |
| Wspólnota Niepodległych Państw                                   | Wspólnota Niepodległych Państw                                   | 8 grudnia 1991       | [ 2 ]      |        |
| Europejski Bank Odbudowy i Rozwoju                               | Europejski Bank Odbudowy i Rozwoju                               | 13 kwietnia 1992     |            |        |
| Międzynarodowy Fundusz Walutowy                                  | Międzynarodowy Fundusz Walutowy                                  | 3 września 1992      |            |        |
| Grupa Banku Światowego                                           | Międzynarodowy Bank Odbudowy i Rozwoju                           | 3 września 1992      |            |        |
| Grupa Banku Światowego                                           | Międzynarodowa Korporacja Finansowa                              | 1993                 |            |        |
| Grupa Banku Światowego                                           | Agencja Wielostronnych Gwarancji Inwestycji                      | 1994                 |            |        |
| Grupa Banku Światowego                                           | Międzynarodowe Centrum Rozstrzygania Sporów Inwestycyjnych       | 7 lipca 2000         |            |        |
| Grupa Banku Światowego                                           | Międzynarodowe Stowarzyszenie Rozwoju                            | 27 maja 2004         |            |        |
| Partnerstwo dla Pokoju                                           | Partnerstwo dla Pokoju                                           | 8 lutego 1994        |            |        |
| Organizacja Bezpieczeństwa i Współpracy w Europie                | Organizacja Bezpieczeństwa i Współpracy w Europie                | 1 stycznia 1995      |            |        |
| Rada Europy                                                      | Rada Europy                                                      | 9 listopada 1995     |            |        |
| Inicjatywa Środkowoeuropejska                                    | Inicjatywa Środkowoeuropejska                                    | 31 maja 1996         |            |        |
| Rada Partnerstwa Euroatlantyckiego                               | Rada Partnerstwa Euroatlantyckiego                               | 29 maja 1997         |            |        |
| GUAM – Organizacja na Rzecz Demokracji i Rozwoju                 | GUAM – Organizacja na Rzecz Demokracji i Rozwoju                 | 10 października 1997 |            |        |
| Czarnomorski Bank Handlu i Rozwoju                               | Czarnomorski Bank Handlu i Rozwoju                               | 1998                 |            |        |
| Organizacja Współpracy Gospodarczej Państw Morza Czarnego        | Organizacja Współpracy Gospodarczej Państw Morza Czarnego        | 1 maja 1999          |            |        |
| Grupa Zadaniowo-Kooperacyjna Morza Czarnego                      | Grupa Zadaniowo-Kooperacyjna Morza Czarnego                      | 2 kwietnia 2001      |            |        |
| Euroazjatycka Wspólnota Gospodarcza                              | Euroazjatycka Wspólnota Gospodarcza                              | maj 2002             | obserwator |        |
| Wspólna Przestrzeń Gospodarcza (układ)                           | Wspólna Przestrzeń Gospodarcza (układ)                           | 19 września 2003     |            |        |
| Inicjatywa Baku                                                  | Inicjatywa Baku                                                  | 13 listopada 2004    |            |        |
| Wspólnota Demokratycznego Wyboru                                 | Wspólnota Demokratycznego Wyboru                                 | 2 grudnia 2005       |            |        |
| Forum Morza Czarnego na rzecz Partnerstwa i Dialogu              | Forum Morza Czarnego na rzecz Partnerstwa i Dialogu              | 5 czerwca 2006       |            |        |
| Międzynarodowa Organizacja Frankofonii                           | Międzynarodowa Organizacja Frankofonii                           | 29 września 2006     | obserwator |        |
| Europejska Wspólnota Energetyczna                                | Europejska Wspólnota Energetyczna                                | 17 listopada 2006    | obserwator |        |
| Światowa Organizacja Handlu                                      | Światowa Organizacja Handlu                                      | 16 maja 2008         |            |        |
| Organizacja Współpracy Środkowoazjatyckiej                       | Organizacja Współpracy Środkowoazjatyckiej                       |                      | obserwator |        |
| Pakt Stabilności dla Europy Południowo-Wschodniej                | Pakt Stabilności dla Europy Południowo-Wschodniej                |                      | obserwator |        |
| Południowoeuropejska Inicjatywa Współpracy                       | Południowoeuropejska Inicjatywa Współpracy                       |                      | obserwator |        |
| Rada Państw Morza Bałtyckiego                                    | Rada Państw Morza Bałtyckiego                                    |                      | obserwator |        |
| Ruch Państw Niezaangażowanych                                    | Ruch Państw Niezaangażowanych                                    |                      | obserwator |        |